# Sint-Servatiuskerk (Dinther)
De Sint-Servatiuskerk in het Nederlandse Dinther werd tussen 1877 en 1879 opgetrokken naar ontwerp van de architect J. Werten in neogotische stijl. De torenpinakels dateren uit 1889. Het gebouw is een bakstenen kruiskerk, fraai gelegen in de langgerekte beekdalnederzetting aan de zuidzijde van de Sint Servatiusstraat, de doorgaande weg die Heeswijk met Dinther verbindt. Aan de west- en zuidzijde van de kerk bevindt zich het kerkhof.

## Geschiedenis
Op 31 maart 1139 wordt in een schrijven van Paus Innocentius II Dintre (Dinther) genoemd. Deze paus sprak over Ecclesiam de Dintre, dat vertaald betekent: kerk van Dinther. Het gaat om een houten kerk die in 1384 gerestaureerd en vergroot is. In de 15e eeuw heeft Dinther al een kerk in de gotische stijl met een altaar toegewijd aan Theobaldi et Barbara. Dat het gilde de naam draagt van de heilige Barbara houdt hoogstwaarschijnlijk hiermee verband. In de 17e eeuw, in de tijd van de Reformatie, is de parochiekerk in bezit gekomen van de Hervormden. De parochianen kerken dan in Bedaf. Tijdens de Franse Oorlog krijgt Dinther in 1672 weer een eigen bedehuis. In 1682 is dit een zogenoemde schuur-kerk, een omgebouwde boerderij aan de Eijkenhoek.
In 1806 - aan het einde van de Bataafse Republiek, wanneer katholieken meer vrijheid krijgen - neemt men de oorspronkelijke kerk weer in gebruik. Onder pastoor Jansen wordt er in 1879 een nieuwe kerk gebouwd en in 1936 komt er een nieuw hoogaltaar. Tijdens de Tweede Wereldoorlog wordt de kerk zwaar beschadigd en is daarna geheel gerestaureerd. Na het Tweede Vaticaans Concilie zijn er in de kerk de nodige liturgische aanpassingen verricht: een nieuw altaar wordt geplaatst en een nieuwe lezenaar. Tijdens het 100-jarig bestaan wordt er het ambitieus plan opgevat om de kerk geheel te renoveren. Pastoor L. v.d. Velden heeft dit nog mogen voltooien. Op grootse wijze is in 1989 het 850-jarig bestaan van de parochie gevierd.
In 2001 heeft de kerk de status van Rijksmonument gekregen.